# Изабелла Португальская (герцогиня Бургундии)
Изабелла Португальская, герцогиня Бургундская (фр. Isabelle de Portugal, Duchesse de Bourgogne, порт. Isabel de Portugal, Duquesa da Borgonha, 21 февраля 1397, Эвора — 17 декабря 1471, Дижон) — португальская инфанта из Ависской династии, единственная выжившая дочь короля Португалии Жуана I и его жены Филиппы Ланкастерской, сестра короля Португалии Дуарте I, Педру, герцога Коимбры, и Генриха Мореплавателя.

## Жизнь
Родилась в Эворе, на востоке Португалии, детство провела при дворе в Лиссабоне.
В 1430 году стала третьей женой Филиппа III Доброго, герцога Бургундии, получив в браке титул герцогини Бургундской.
Скончалась в Дижоне (Бургундия) в возрасте 74 лет.

## Дети
- Антуан (30 сентября 1430 — 5 февраля 1432), граф де Шароле.
- Жозеф (24 апреля 1432 — 6 мая 1432), граф де Шароле.
- Карл Смелый (10 ноября 1433 — 5 января 1477), граф де Шароле, герцог Бургундский с 1467 года.